# Beratón
Beratón é um município da Espanha na província de Sória, comunidade autónoma de Castela e Leão, de área 41,15 km² com população de 45 habitantes (2007) e densidade populacional de 1,09 hab./km².

## Demografia
| Variação demográfica do município entre 1991 e 2004 | Variação demográfica do município entre 1991 e 2004 | Variação demográfica do município entre 1991 e 2004 | Variação demográfica do município entre 1991 e 2004 |
| --------------------------------------------------- | --------------------------------------------------- | --------------------------------------------------- | --------------------------------------------------- |
| 1991                                                | 1996                                                | 2001                                                | 2004                                                |
| 42                                                  | 40                                                  | 32                                                  | 40                                                  |